# Cultura justa
A cultura justa é um conceito relacionado ao pensamento sistêmico que enfatiza que os erros geralmente são um produto de culturas organizacionais defeituosas, em vez de serem causados apenas pela pessoa ou pelas pessoas diretamente envolvidas. Em uma cultura justa, após um incidente, a pergunta feita é: "O que deu errado?" em vez de "Quem causou o problema?". Uma cultura justa é o oposto de uma cultura de culpa. Uma cultura justa não é o mesmo que uma cultura sem culpa, mas é uma cultura em que os indivíduos são responsáveis por sua má conduta intencional ou negligência grave.
Uma cultura justa ajuda a criar um ambiente em que as pessoas se sintam à vontade para relatar erros e ajudar a organização a aprender com os erros. Isso contrasta com a "cultura da culpa", em que as pessoas são demitidas, multadas ou punidas de outra forma por cometerem erros, mas em que as causas fundamentais que levaram ao erro não são investigadas e corrigidas. Em uma cultura de culpa, os erros podem não ser relatados, mas sim ocultados, levando, em última instância, à diminuição dos resultados organizacionais.
Em um sistema de cultura justa, a disciplina está ligada ao comportamento inadequado, e não ao dano, o que permite a responsabilização individual e promove uma cultura organizacional de aprendizado.
Nesse sistema, os erros humanos honestos são vistos como uma oportunidade de aprendizado para a organização e seus funcionários. O indivíduo que cometeu o erro pode receber treinamento e orientação adicionais. Entretanto, a má conduta intencional pode resultar em ação disciplinar, como demissão, mesmo que nenhum dano tenha sido causado.
O trabalho sobre cultura justa foi aplicado a ambientes industriais, de saúde, de aviação e outros.
A primeira teoria totalmente desenvolvida de uma cultura justa foi apresentada no livro de James Reason de 1997, Managing the Risks of Organizational Accidents (Gerenciando os Riscos de Acidentes Organizacionais). Na teoria de Reason, postula-se que uma cultura justa seja um dos componentes de uma cultura de segurança. Uma cultura justa é necessária para criar confiança, de modo que ocorra uma cultura de relatórios. Uma cultura de relatórios é aquela em que todos os incidentes de segurança são relatados para que ocorra o aprendizado e sejam feitas melhorias na segurança. David Marx expandiu o conceito de cultura justa para o setor de saúde em seu relatório de 2001, Patient Safety and the "Just Culture": A Primer for Health Care Executives (Segurança do paciente e a "cultura justa": Uma cartilha para executivos da área de saúde).